# La Guerche-sur-l’Aubois
La Guerche-sur-l’Aubois település Franciaországban, Cher megyében. Lakosainak száma 3187 fő (2022. január 1.). La Guerche-sur-l’Aubois Apremont-sur-Allier, La Chapelle-Hugon, Le Chautay, Cuffy, Germigny-l’Exempt, Ignol, Nérondes és Saint-Hilaire-de-Gondilly községekkel határos.

## Népesség
A település népessége az elmúlt években az alábbi módon változott:
| Lakosok száma | 3717 | 3326 | 3219 | 3415 | 3322 | 3322 | 3274 | 3177 | 3168 | 3187 |
|               | 1968 | 1982 | 1990 | 2006 | 2013 | 2015 | 2017 | 2019 | 2020 | 2022 |